# Declan Breathnach

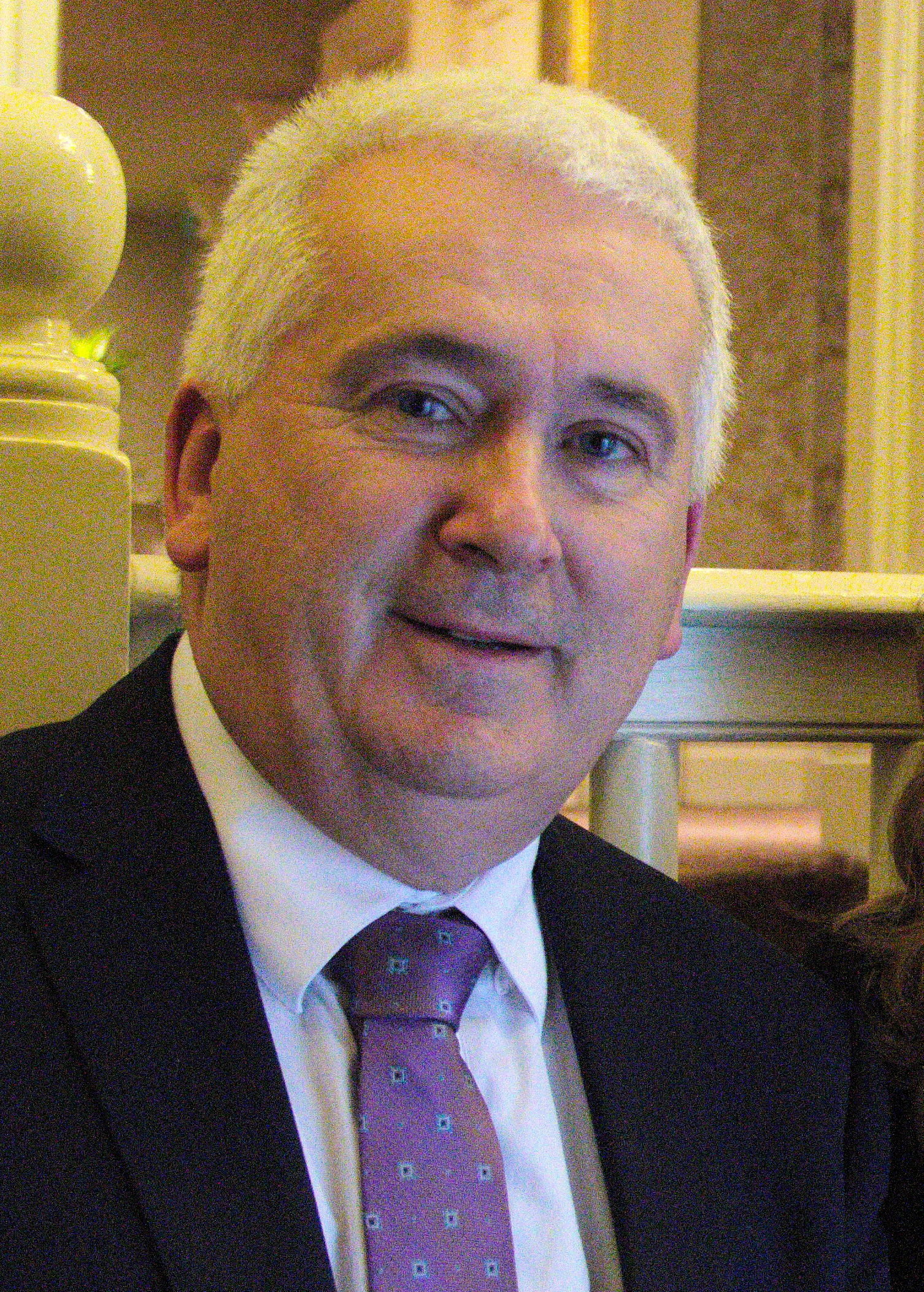
Declan Breathnach (2016)

Declan Breathnach (* 3. Juni 1958 in Knockbridge, County Louth) ist ein irischer Politiker und gehörte von 2016 bis 2020 dem Dáil Éireann, dem Unterhaus des irischen Parlaments an.

## Leben
Declan Breathnach besuchte die Dundalk CBS und das St. Patrick’s College in Dublin (heute: Dublin City University). Dort schloss er auch in Erziehungswissenschaften ab. Als Lehrer und Schulleiter arbeitete er für fast 35 Jahre.
1991 wurde er in den Louth County Council gewählt. Dort blieb er bis 2016 als er im Wahlkreis Louth für die Fianna Fáil in den 32. Dáil Éireann gewählt wurde. 2020 konnte er seinen Sitz nicht verteidigen. Auch seine Kandidatur für den Seanad Éireann auf der Kultur- und Bildungsliste war ohne Erfolg.
Declan Breathnach war von 1981 bis 2007 mit Dorothy verheiratet, mit der er zwei Kinder hat. 